# 九一一事件陰謀論
911陰謀論（英文：9/11 Conspiracy Theories）是一種政治觀點，認為2001年9月11日發生的美國九一一事件是一場政治陰謀。該論點認為，官方對9/11恐怖襲擊事件的描述具有多個疑點，例如飛機不可能撞毀一棟摩天大廈，五角大樓的缺口直徑與飛機直徑不符，聯合航空93號班機的碎片散佈區域以及劫機者的生死等。襲擊後，美國政府立即公佈劫機者名單，不久後以消滅塔利班政權及捕捉賓·拉登為名向阿富汗宣戰，之後又以搜尋大殺傷力武器為名向伊拉克宣戰；因此陰謀論者認為該襲擊是喬治·W·布希政府自導自演，目的為鞏固其統治合法性，转移媒体焦点，維護美国的國際地位，達到美利堅治世，以便控制世界。政府和獨立機構的調查均否認陰謀的存在，但陰謀論支持者仍認為官方敘述存在被忽視的疑點。
一些阴谋论反对者反驳了部分陰謀論观点。同时不乏知名人士相信陰謀，更有組織地遊行示威、出版書籍、纪录片等向民眾宣傳九一一陰謀論，其中較著名的便是纪录片《脆弱的變化》。2013年4月2日，根據一家專門分析政治動向的美國機構 — 公共政策民調基金會所做的調查顯示，有11%的美國民眾投票認為，九一一襲擊是美國政府的自導自演。
美國國家標準技術研究所（NIST）和科學研究雜誌《Popular Mechanics》均調查了陰謀論觀點，認為陰謀論不成立。 《Popular Mechanics》主編更譴責陰謀論者借國難發財。9/11調查委員會和大部分土木工程師均認同噴氣式飛機的高速撞擊摩擦、航空煤油所產生的大火（而非定向爆破）是大廈倒塌的原因，但亦有組織不認同。

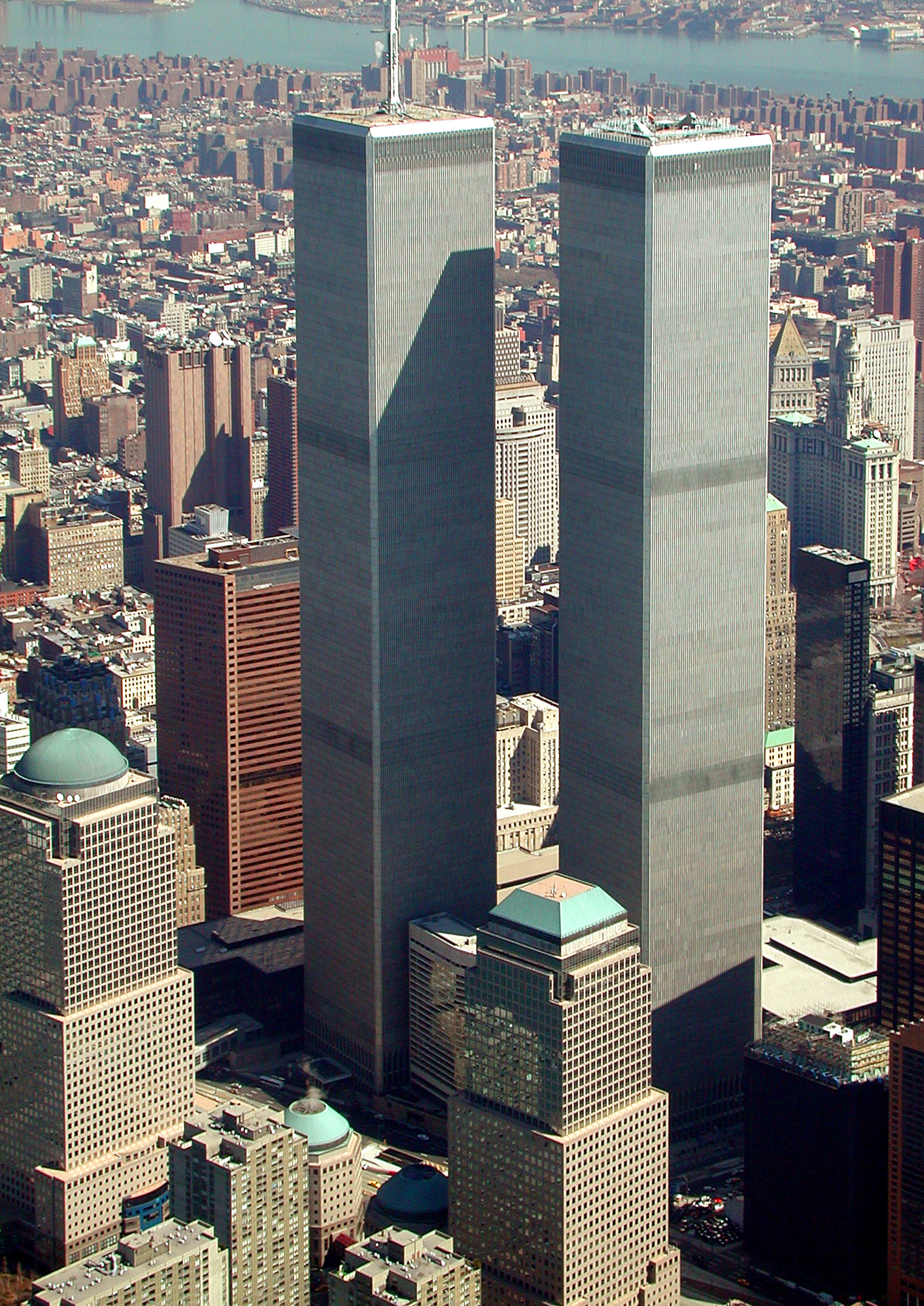
倒塌的兩棟世界貿易中心大樓和附近世界貿易中心七號大樓（照片中世貿大樓左側的棕色大廈），這三棟大楼成為九一一事件陰謀論中的主要質疑對象。

## 事件經過

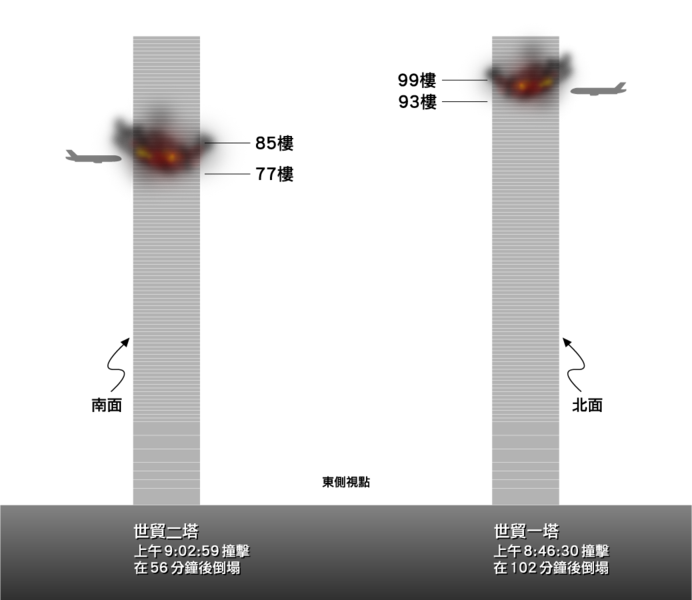
根據官方資料繪製的示意圖

九一一袭击事件是美國最嚴重的恐怖攻擊事件。据官方公布的资料，当地時間2001年9月11日早晨8:40，四架美國國內航班幾乎被同時劫持，其中兩架先后于8时46分、9时03分撞入位於紐約曼哈頓的世界貿易中心的两幢摩天大楼，而另一架则襲擊了位于首都華盛頓特區西南方弗吉尼亚州阿灵顿县的五角大樓——美國國防部所在地。世貿的兩幢110層大樓在遭到攻擊後相繼倒塌，附近多座建築也受震而坍塌，而五角大樓的部分結構被大火吞噬。第四架被劫持的飛機聯合航空93號班機在賓西法尼亞州墜毀，失事前機上乘客試圖從劫機者手中重奪飛機控制權。這架被劫持飛機目標不明，但
被劫的航班包括：
- 美國航空11號班機
- 聯合航空175號班機
- 美國航空77號班機
- 聯合航空93號班機

## 疑點

### 世貿倒塌
有報導認為大樓倒塌並不是因為飛機的直接衝撞，而是飛機內滿載的航空煤油傾瀉進入大樓、引起大火所釋放出的巨大熱量，軟化了支撐大樓的鋼筋骨架，最終導致世貿中心大樓在自身重力的作用下坍塌。但是，也有一批建築學家認為僅憑大火並無法令大樓倒塌。
根据现场拍摄的影片，双子建筑倒塌的一开始，上层的建筑碎片还没来得及落下来，下层就已经开始崩塌。要出现粉碎性的自由落体，除非下层结构对上层完全失去支撑作用。有影像資料證實，從倒塌造成的污染、倒塌前地基處的白煙、垂直倒塌的特徵、融化的鋼鐵，推論出世貿中心倒塌很有可能是爆破拆卸。 
现场人员清理废墟时发现了地下室有流淌的亮黄色的“钢水”——熔化的钢铁。聯邦緊急事務管理署的图片显示，整个地基如同一个炼钢炉。
航空煤油主要的成分－－碳氢化合物完全燃烧温度最高800摄氏度，况且双塔内部是闷烧——大量浓烟是不完全燃烧的表现，根据美国国家标准与技术研究院的调查报告，世贸大楼中的钢结构没有一根在600℃下暴露时间超过15分钟的，并且只有3根温度超过了250℃。質疑者主張这样的温度不足以熔化双塔的钢铁。就如同家用燃具在使用时也不会熔化。
Kevin Ryan是美國保險商實驗所的職員，這個公司曾鑑定世貿中心的鋼鐵。在他給國家標準技術協會的Frank Gayle的一封信中提到:

 鋼材的成分經鑑定達到美國實驗材料協會E119標準，這個標準時間溫度曲線要求樣品可以在2000℉左右高溫下堅持幾個小時。我們一致同意，世貿大廈的鋼鐵符合這些標準。另外我認為我們也一致同意，即使是沒有經過耐火驗證的鋼材在接近3000℉的高溫時才開始融化。 

另一方面，世貿大樓的倒塌速度已經接近自由落體速度。由公式{\displaystyle H={\frac {1}{2}}gt^{2}}可得知，塔頂（以南塔為準）高為415.1米，{\displaystyle g}取常量9.8，則可以得出方程：
{\displaystyle 415.1}{\displaystyle =}{\displaystyle {\frac {1}{2}}\times 9.8t^{2}}
算得t約等於9.2秒。在實際錄影中，大樓的倒塌過程為12秒左右，已經接近自由落體的速度。然而在普通的倒塌中達不到這種速度。
纪录片《脆弱的變化》，指出建築史上的所有鋼筋大樓，並沒有一棟是因為燃燒而倒塌的，大樓倒塌的速度與裝有炸藥的拆樓解體相類似。當時的紐約市市長鲁迪·朱利安尼迅速地將世貿殘骸當作廢物運出國外，當中有否炸藥引致的爆炸痕跡已無法鑑別。至於飛機撞擊大樓後、漏出燃油所燃燒的高溫，質疑者認為其並不足以將鋼筋燒熔以至影響全棟大廈的結構。前美國勞工局首席經濟師摩爾根·雷諾茲，九一一真相運動參與人，一樣認為那兩架客機並不能使世貿大樓倒塌。
一些反對陰謀論的人認為兩架波音767客機的衝擊，損毀雙塔支撐柱與鋼板樓面支架，導致雙塔周邊支柱向內坍塌，以及鋼板樓面被直往下拉。但實際上建造時已經考慮過抵禦較小型的波音707衝撞。

2001年世貿中心地圖

### 七號大樓倒塌
世貿七號大樓並沒有受到任何飛機撞擊或恐怖攻擊，但在一號及二號大樓倒塌後不久，七號大樓亦隨之倒塌。根據《脆弱的變化》，七號大樓倒塌前有一些閃光，因此認為是建築物內的炸藥引爆而發出的閃光，導致七號大樓倒塌。根據自由時報報導，這是因為世贸一号和二号大楼倒塌后，使邻近的七號大樓受到大面積波及破壞，而樓內變電站油庫起火令七號大樓倒塌。不過，根據聯邦緊急事務管理署，七號大樓為防火鋼結構建築，所以並不可能被火燒至倒塌。另外，七號大樓相較於其他世貿中心建築距離一号大楼較遠，因此一号大楼倒塌時碎片擊中七號大樓所造成的破壞其實並不嚴重。

### 五角大樓

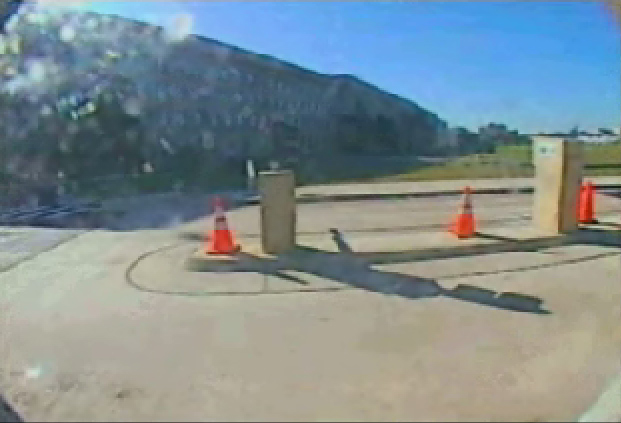
2002年公布的五角大廈遭飛機撞擊的連續影像

五角大樓被飛機撞擊後，美國政府沒收了附近有關攝錄機的錄影帶，包括Citgo加油站、喜來登大酒店和維吉尼亞州交通部。美國政府在公眾壓力下，才公開撞擊前一小部分的片段，但當中並沒有任何關於飛機蹤影。有人認為是巡弋飛彈撞擊五角大樓，而片段中也找到類似飛彈的蹤影。但在2001年10月21日，國防部長拉姆斯菲爾德抨擊「飛彈攻擊五角大樓」的說法，而中華人民共和國外交部等他國政府機構也證實其有公民在撞擊五角大樓的美國航空77號班機上遇難。
相關論者主張，五角大樓的缺口直徑並不能與一架波音757相比，而且也找不到任何與飛機相关的零件，例如發動機。五角大樓的缺口直徑不到16英尺，然而波音757的直徑有12英尺，翼展達124英尺，高44英尺，這缺口明顯不是由一架波音757造成的。波音757客机两个各重六吨钛合金引擎，在530哩的时速下撞击五角大楼应该会在外墙上留下两个明显的洞，然而在2006年發佈了一輯新的照片中，原本该被飞机两侧引擎撞击的位置就连窗玻璃都没碎；雖然这组照片中找到了發動機，但纪录片《脆弱的變化》  則指出该发动机不是勞斯萊斯的產品，因而該片主張應該排除波音757撞击五角大楼的可能性。

### 聯合航空93號班機

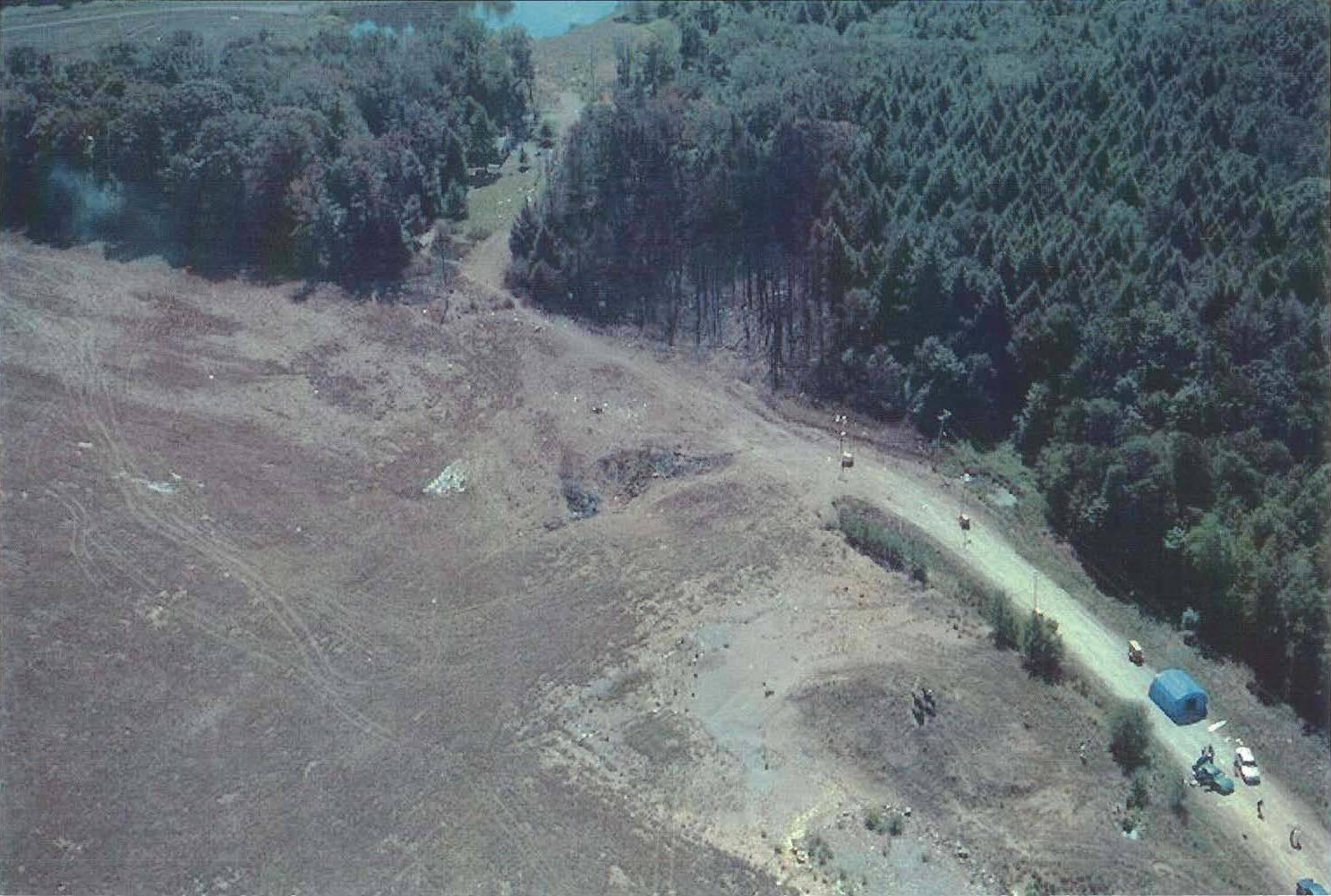
聯航93號班機的墜毀現場

根據《九一一調查報告》，聯合航空93號班機墜毀於賓夕法尼亞州，原因是劫機失敗，不過有人指出是一架美國軍機擊落的。此說法是由David Ray Griffin在他的書籍《新珍珠港》（The New Pearl Harbor）提出。
史丹佛大學的一名校友利用筆名保羅·湯普森（Paul Tompson），指出坊間流傳該飛機的發動機在墜機現場範圍一英里外找到；《費城日報》指此說法是「有趣」，因為有熱能導向的空對空響尾蛇導彈已經安裝在F-16戰機上，因此能夠輕易對準該飛機的發動機而作出攻擊，因此發動機殘骸遠離現場。至於聯航93的其它碎片，則可以在現場八英里範圍外找到，有目擊者聲稱那些碎片像天女散花一樣從天而降。可是《大眾機械師》反駁該說法，認為那些碎片遠離現場並不是在空難歷史上的第一次。
湯普森發表一本關於九一一的書籍，名為《恐怖時間線》（The Terror Timeline）。他指出不少傳媒曾報道美軍戰機十分靠近墜毀現場，有目擊者看見一架小型的白色噴射機在空難發生後，曾經接近墜毀現場，但美國官方反駁称，那是一架達索獵鷹公務機，該飛機曾經請求下降至1,500呎去查看墜機現場。美國聯邦航空局2001年9月11日的全美營運管理官班·史萊尼指出當時並沒有任何軍用飛機靠近93號航班。湯普森質疑那些「沒有軍用飛機靠近墜毀現場」的說法，並指出他們知道和曾經建議派出飛機調查並且有可能需要擊落聯航93。
另一名《恐怖時間線》參與人，詹·霍夫曼指出飛機墜毀時間也有時間誤差。飛行記錄儀的終止記錄時間是早上10:03，但克里夫蘭控制塔與93號班機失去聯絡時間是早上10:06，而美國聯邦航空局的雷達也一樣是早上10:06與飛機失去聯絡，而地震學家也一樣在早上10:06:05錄到一項小型撞擊。儘管如此，九一一調查報告仍舊寫出墜毀時間是10:03。
根據《脆弱的變化》，指出聯合航空93號班機的墜毀地點不像飛機殘骸，似是一個大洞及一堆廢鐵，沒有屍體，看不出與飛機有關的碎片。《脆弱的變化》指出，該航班接著達美航空1989號班機降落後，安全降落在俄亥俄州的克里夫蘭。

### 劫機者

#### 飛行技術
在四架被劫機的航班之中，當中每航班至少一名劫機者有操控飛機的能力。《脆弱的變化》指出，美航77的其中一人Hani Hanjour曾在2001年8月去馬里蘭州租借一架小型飛機，當他第三次測試飛行時，對單引擎飛機塞斯納C-172的操控能力非常糟糕，飛行能力中等偏下。然而，美航77在撞擊五角大樓前，曾在2分半鐘內下降至7000尺，期間轉了270度，展現出一個螺絲型俯衝，以便對準目標。陰謀論者認為對於一個飛行能力中等偏低的人，幾乎是不可能的。

#### 生死之謎
2001年9月14日，美國官方公佈了19名劫機者名單，找到至少9人仍然生還，包括：
- 瓦利德·艾爾·謝瑞（英语：Waleed al-Shehri）生活在摩洛哥
- 阿卜杜勒·阿齊茲·艾爾奧馬里（英语：Abdulaziz al-Omari）：一名沙特阿拉伯的電信公司工程師
- 瓦伊勒·謝里（英语：Wail al-Shehri）：一名飛行員
- 莫罕德·謝里（英语：Mohand al-Shehri）
- 哈立德·阿米達（英语：Khalid al-Mihdhar）：一名電腦程式員
- 薩利姆·哈茲米（英语：Salem Al-Hazmi）：在沙特阿拉伯一所化工廠工作
- 賽義德·加馬蒂（英语：Saeed Al-Ghamdi）：在突尼斯受訓為一名飛行員
- 阿梅德·奈米（英语：Ahmed Al-Nami）：一間航空公司的高級行政員
- 穆罕默德·阿塔：他的父親在9月12日接到他的電話[39][40]

### 官員說法不同
在九一一事件發生之後，美國大大小小的官員對九一一事件的說法不一：
有很多預警。——國防部長拉姆斯菲爾德
是政府的失敗。——白宮顧問理查·A·克拉克
我認為沒有人可以預見這些恐怖份子會劫持客機像飛彈一樣撞向世貿大樓。——國家安全顧問康多莉扎·赖斯
沒有預警。——新聞秘書長阿里·弗萊斯徹
- 相關影片：《追尋沼澤歷史 CIA和FBI參與911騙局？》（YouTube 影片）

## 動機

### 美利堅治世
反恐戰爭被認為是達到美利堅治世目標的其中一個藉口，詹·霍夫曼宣稱那是911攻擊的關鍵動機，因為美國也許創造一個「永久威嚇」的恐怖行為，其功能與在冷戰期間對付共產主義十分相似。詹·霍夫曼引用華盛頓郵報一篇文章的話，說反恐戰爭「不會完結，至少不會在我們有生之年」。
在2003年，美國政府繞過聯合國，在英國和荷蘭的支持下向伊拉克宣戰，可是戰爭沒有為伊拉克帶來和平。直到2008年3月20日，布希重申沒有後悔出兵伊拉克，強調無意改變伊拉克政策，又認為剷除伊拉克前總統薩達姆的決定是正確的。戰爭開支會達到6070億美元，是原先預計的10倍。有專家估計，這場戰爭最終會令美國付上30,000億美元的經濟代價。

### 支配世界
在2008年2月26日，俄羅斯《共青團真理報》及其他媒體報道，意大利著名政治學家朱利葉托·基耶薩稱已找到鐵證，證實911是美國當局自己一手策劃的。
|  | 我們找到了非常重要的證人，例如美國駐沙特阿拉伯前任領事。據他講述，領事館曾根據中情局的要求給許多被懷疑參與恐怖活動的人發放了簽證，使他們能夠暢通無阻地進入美國。……他們當中就包括被指控策劃和實施911恐怖襲擊的人。我的結論如下——911恐怖襲擊改變了歷史軌跡。在那之後開始了無盡的戰爭，被美國用來維持其在全球的統治地位。……力度太小不可能達到目的。應該造成很多人員傷亡，因為電視直播在全世界數十億人心中引發的震驚對組織者有利。 |

### 入侵計劃
美國當局宣稱在九一一事件前已經計劃發動阿富汗戰爭。在2001年6月，雜誌《新聞觀察》透露了美國和俄羅斯打算入侵阿富汗，而印度和伊朗則會提供協助，從而鏟除阿富汗的塔利班政權。英國廣播公司在2001年9月18日指出入侵阿富汗計劃將會在10月中進行，而資料來源是由一名美國高級官員向前巴基斯坦外交部長Niaz Naik透露。在2002年5月16日，MSNBC報導了一項未經核實的消息，指出美國總統布希在2001年9月6日已經計劃發動一場世界性戰爭，向蓋達組織宣戰。
陰謀論者認為九一一襲擊是給于美國和英國期待已久的戰爭的最好藉口，順理成章地英美兩國便可以發動合法的戰爭，出兵阿富汗。陰謀論者也認為出兵伊拉克是布希期待已久的，因為伊拉克擁有豐富的石油，因此便以搜尋大殺傷力武器和捕捉伊拉克总统萨达姆·侯賽因為名發動伊拉克戰爭。
電影《華氏911》中指控布希操弄了911事件後的美國公眾情緒，並且在發動伊拉克戰爭的動機上隱瞞大眾。
一群學者發起了九一一真相運動，透過書籍、電影和遊行，喚醒人民對九一一陰謀論的關注，當中不乏知名人士如明尼蘇達大學杜魯斯分校退休哲學教授詹姆士·費特澤堅稱，某些劫機的恐怖份子尚在人世。一群人士為了使更多人知道九一一陰謀論，製作了一套名為《脆弱的變化》的電影，就九一一事件的各種疑點進行抨擊。
《時代》雜誌在2006年9月11日發表了一篇關於九一一事件的文章，抨擊有關九一一陰謀論的說法；澳洲的每日電訊在2007年5月發表了一篇關於《脆弱的變化》的評論。

## 參看
- 美國航空11號班機（世贸中心北塔）
- 聯合航空175號班機（世贸中心南塔）
- 美國航空77號班機（五角大楼）
- 聯合航空93號班機（坠毁）
- 九一一襲擊事件
- 喬治·沃克·布希
- 《脆弱的變化》
- 《华氏911》
- 奧薩瑪·賓·拉登
- 新世界秩序